# Wissenschaftsbotschafter der Republik Slowenien
Wissenschaftsbotschafter der Republik Slowenien  (slowenisch: Ambasador Republike Slovenije v znanosti) ist der Name einer Auszeichnung, die seit 1991 jährlich von dem für Wissenschaft zuständigen Ministerium der Republik Slowenien verliehen wird.
Mit dieser Auszeichnung sollen bedeutende Leistungen auf dem Gebiet der Forschungstätigkeit von Slowenen aus dem Ausland und Slowenen, die im Ausland arbeiten oder gearbeitet haben, gewürdigt werden.

## Vergabekriterien
2023 wurden folgende Kriterien für die Vergabe des Preises publiziert:
- nachgewiesener Beitrag zur Förderung und Weitergabe origineller wissenschaftlicher Errungenschaften und Erkenntnisse aus der Republik Slowenien im Ausland,
- Auszeichnung mit renommierten internationalen Preisen,
- Veröffentlichung von Monographien oder anderen Büchern mit großer Resonanz im Ausland,
- hochkarätige (häufig zitierte) Forschung,
- hochkarätige Auftritte bei wissenschaftlichen Tagungen,
- Führungstätigkeit in renommierten Wissenschafts- und Berufsverbänden,
- redaktionelle Mitarbeit in renommierten wissenschaftlichen Fachzeitschriften,
- Leitung internationaler Forschungsprojekte,
- wissenschaftliche Zusammenarbeit mit ausländischen Forschern und Forschungseinrichtungen.

Die Preisträger werden von einem Vergabeausschuss ermittelt, der von der Regierung der Republik Slowenien ernannt wird.
Zunächst wurden pro Jahr maximal 5 Auszeichnungen vergeben, ab 1998 maximal vier Auszeichnungen und ab 2006 maximal drei Auszeichnungen. Die Anerkennung kann einer Person nur einmal zuerkannt werden.

## Preisträger
- 1991: Robert Blinc,[3] Ivan Bratko,[4] Vinko Dolenc, Aleksandra Kornhauser, Dušan Mlinšek, Slavoj Žižek[5]
- 1992: Lidija Andolšek-Jeras,[6] Janez Peklenik,[7][4] Gabrijel Kernel,[8] Vladimir Klemenčič[9]
- 1993: Vinko Kambič, Vid Pečjak, Anton Trstenjak, Vito Turk[10]
- 1994: France Bernik,[11] Radovan Stanislav Pejovnik,[4] Zvonko Fazarinc,[12] Dušan Keber,[13] Slavko Splichal[14]
- 1995: Drago Kolar,[15] Rado L. Lenček,[16] Dušan Repovš,[4] Veljko Rus,[14] Miha Tišler[17][18]
- 1996: Janez Levec,[19] Boris Paternu,[20] Ciril Rozman,[21] Ivan Turk[22]
- 1997: Nada Lavrač, Uroš Skalerič, Danilo Zavrtanik, Silvo Devetak, Anuška Ferligoj[14][23]
- 1998: Milica Kacin-Wohinz, Berta Jereb, Jože Pogačnik[24]
- 1999: Andreas Moritsch, Jože Krašovec, Dušanka Janežič[25]
- 2000: Alenka Malej, Ludvik Toplak, Alojz Šercelj, Zoran Marij Arnež[26]
- 2001: Boris Žemva,[4] Igor Emri,[4] Aleš Debeljak[14]
- 2002: Marjan Svetličič,[14] Pavel Poredoš, Milena Horvat[27]
- 2003: Marija Kosec,[28] Damijan Miklavčič,[29] Jože Trontelj[30]
- 2004: Hanno Hardt,[14] Nikolaj Torelli,[31] Vera Pompe Kirn, Aleš Leonardis[32]
- 2005: Aloiz Kralj, Ivan Kreft, Anton Gosar,[9] Alojzij Marinček[33]
- 2006: Črtomir Zupančič[34]
- 2007: Andrej Šali,[35] Jože Pirjevec[36]
- 2008: Matija Peterlin[37]
- 2009: Bojan Mohar[4]
- 2011: Jože Straus[38]
- 2012: Jure Piškur[39]
- 2013: Tanja Dominko[40]
- 2014: Urška Vrhovšek, Jure Leskovec[41]
- 2015: Matija Strlič[42]
- 2016: Sara Dolničar, Gregor Cevc, Igor Gregorič[43]
- 2018: Bogdan Povh[44]
- 2019: Marc L. Greenberg[45]
- 2020: Boštjan Kobe[46]
- 2021: Saša Bajt[47]
- 2022: Nataša Obermajer[48]
- 2023: Maruša Bradač[49]
- 2024: Kristina Djinović-Caruga[50]